# 다이 버논

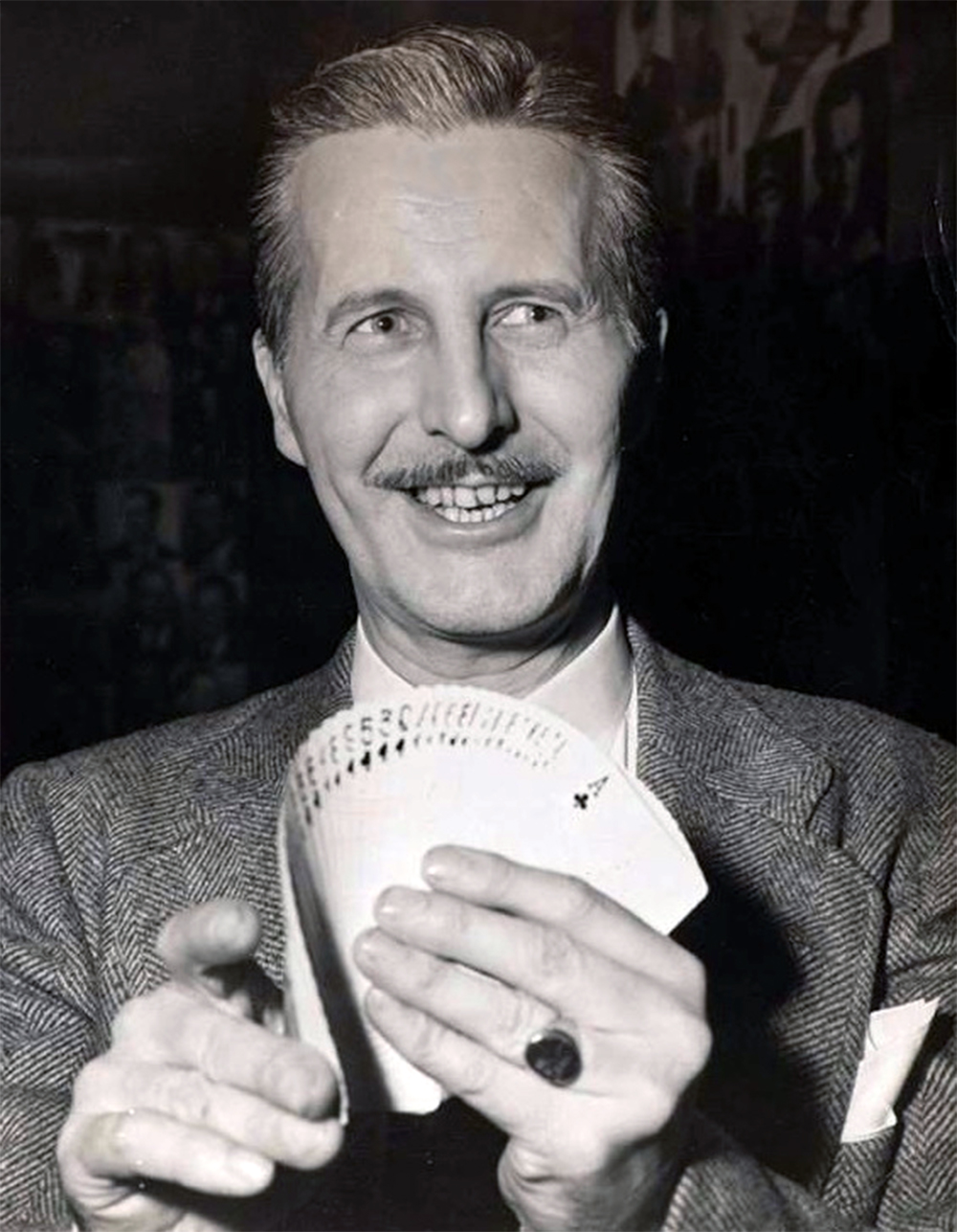

다이 버논(Dai Vernon, 본명: David Frederick Wingfield Verner, 1894년 6월 11일 – 1992년 8월 21일)는 캐나다의 마술사였다. 더 프로페서(The Professor)라는 별칭도 있다.
버논의 능숙한 기술과 지식, 특히 카드 마술과 클로즈업 마술에 대한 지식은 동료 마술사들 사이에서 존경을 얻었으며 그들에게 멘토였다.
1963년부터 그는 캘리포니아주 로스앤젤레스 할리우드에 있는 독점적인 전문 나이트클럽인 매직 캐슬에서 일하고 마지막 10년을 보냈다. 버논은 1990년 96세의 나이로 공연을 공식적으로 은퇴했다.